# Stine Kurz
Pour les articles homonymes, voir Kurz.
Stine Kurz est une joueuse de hockey sur gazon allemande évoluant au poste de défenseure au Mannheimer HC et avec l'équipe nationale allemande.

## Biographie
Stine est née le 20 mai 2000 à Stuttgart.

## Carrière
Elle a débuté en équipe nationale première en octobre 2021 contre la Belgique à Bruxelles lors de la Ligue professionnelle 2021-2022.

## Palmarès
- : 2e à la Coupe du monde U21 en 2022.